# Mayair

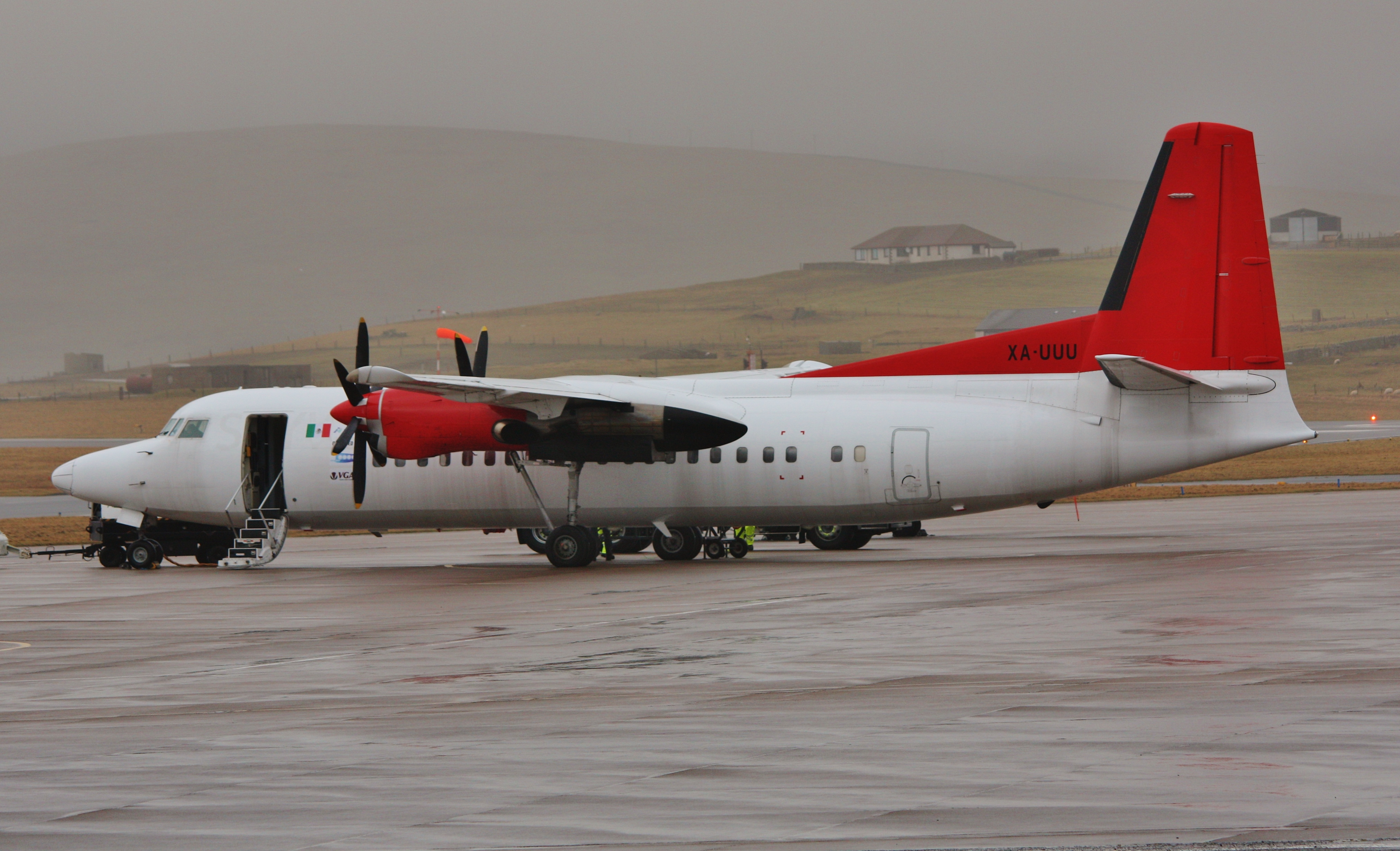
Fokker 50 de Mayair (XA-UUU) en el Aeropuerto Sumburgh en preparación para su vuelo de entrega.

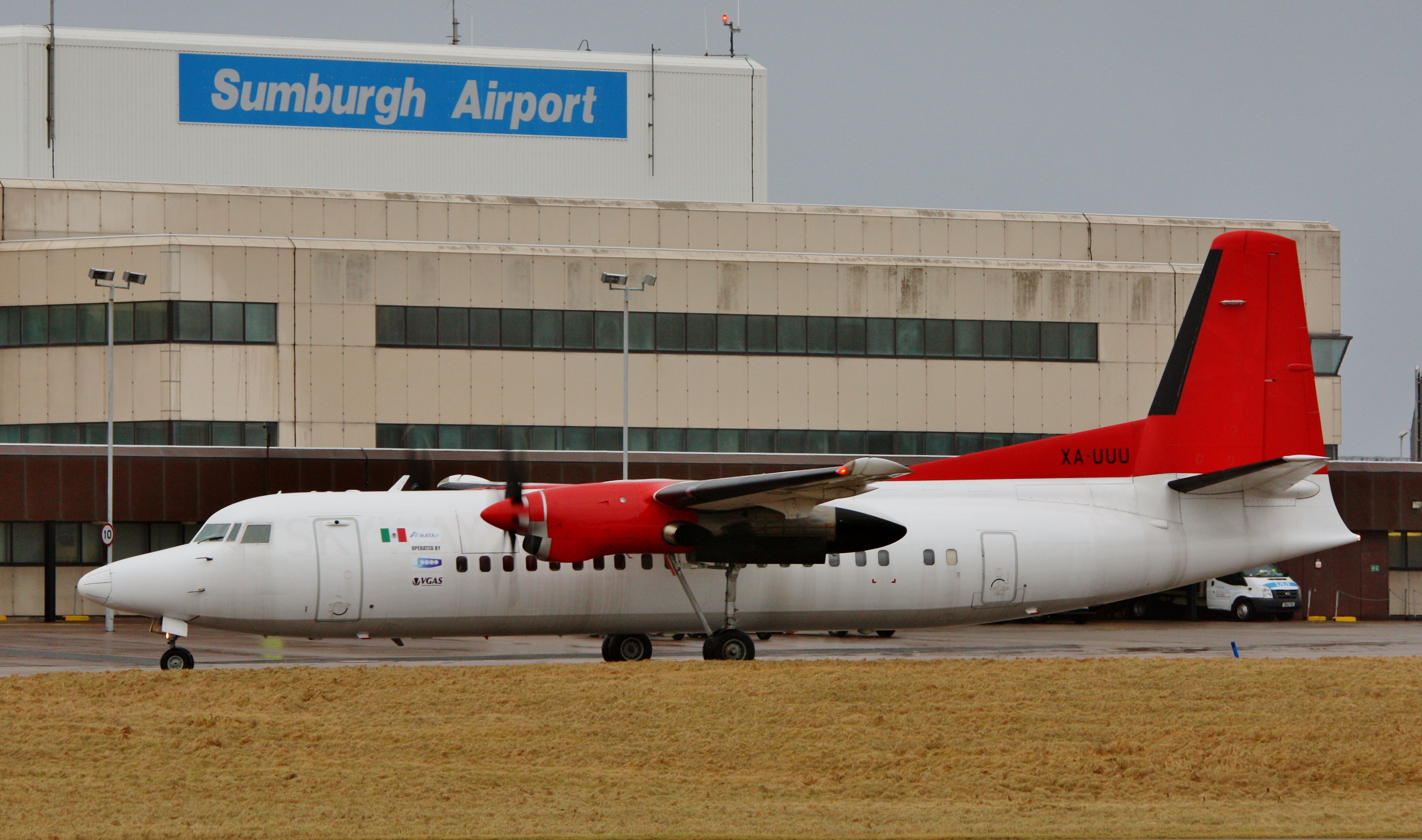
Fokker 50 de Mayair (XA-UUU) en el Aeropuerto Sumburgh en preparación para su vuelo de entrega.

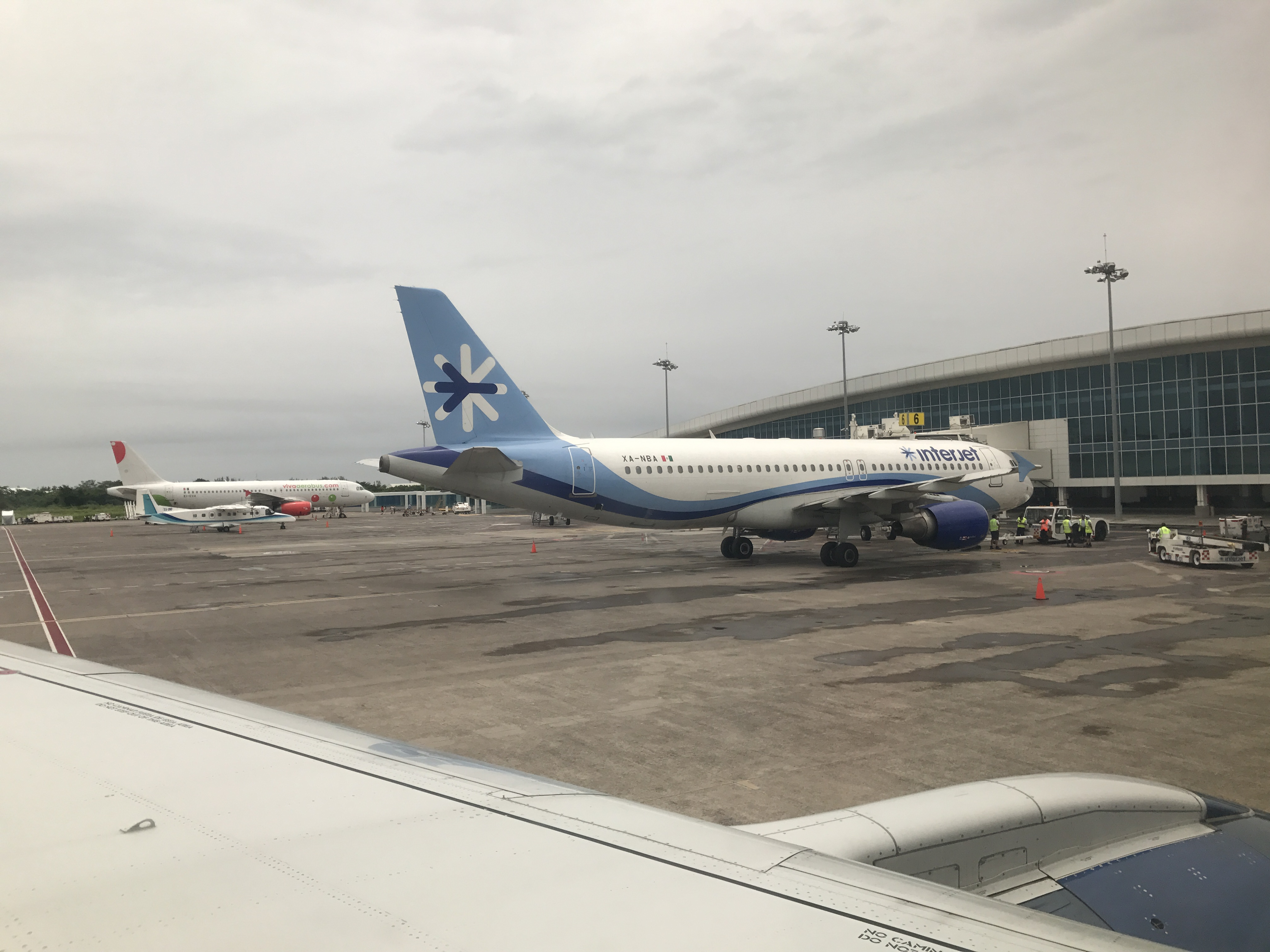
Dornier 228-212 de Mayair (XA-UNF) entre aeronaves de Interjet y Viva en el Aeropuerto Internacional de Veracruz.

MAYAir fue una línea aérea mexicana fundada en 1994, que efectuaba vuelos desde y hacia la Península de Yucatán y el litoral del Caribe mexicano.
En el año de 1994, MAYAir surgió como una línea aérea regional, con el objetivo de reducir el tiempo de transporte y comunicar a los principales destinos turísticos del Caribe de México.
En el mes de enero de 2008, MAYAir fue la compañía local encargada principalmente del puente aéreo Cancún-Cozumel. En el mes de febrero de 2009, surgió la fusión con la agencia Lomas Travel, un exitoso grupo turístico en Cancún, Quintana Roo.

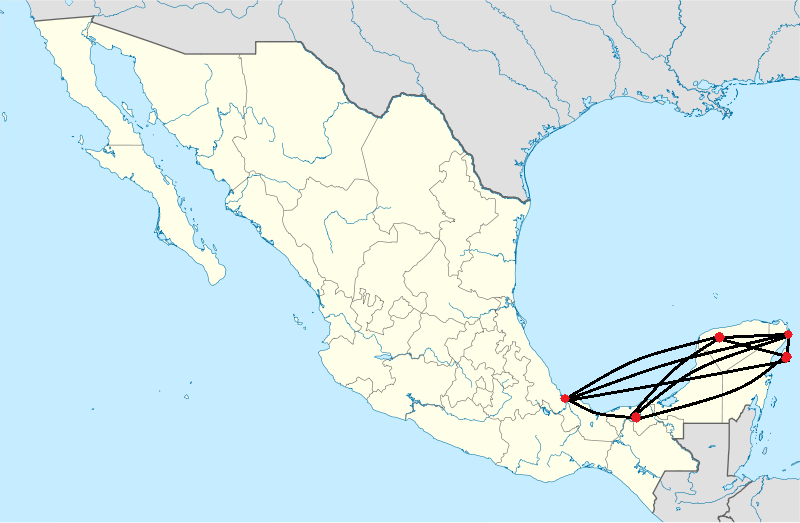
Las rutas de MAYAir

## Destinos
Las oficinas centrales, así como la base de operaciones, se encontraban en la ciudad de Mérida, Yucatán. Mayair brindaba servicio a 5 destinos en 8 rutas.
En la actualidad, Mayair ha cesado sus operaciones de vuelo como aerolínea de pasajeros y no está ofreciendo servicios de viajes de vuelos.
| Centro de conexión |
| Destino estacional |
| Próximo destino    |
| Destino finalizado |

## Flota
A marzo de 2023, la flota de Mayair tiene una edad media de 33.5 años y consta de las siguientes aeronaves:

## Accidentes e incidentes
- El 5 de septiembre de 2013 una aeronave Dornier Do 228-212 de Mayair con matrícula XA-AIR que había partido del Aeropuerto Internacional de Cozumel con rumbo al Aeropuerto de Villahermosa tuvo que aterrizar de emergencia en el Aeropuerto de Campeche debido a que los alerones traseros resultaran dañados debido al impacto con un ave. En el accidente resultó herida una niña de 3 años.[9]

- El 3 de junio de 2017 un empleado del Aeropuerto de Mérida fue arrollado por una aeronave Fokker 50 de Mayair con matrícula XA-UVU mientras se realizaban maniobras para llevar la aeronave al hangar.[10][11]